# エジディオ・カレッラ国際作曲コンクール
エジディオ・カレッラ国際作曲コンクール（伊: Concorso di Composizione "Egidio Carella"）は、イタリアのヴァル・ティドーネ国際音楽祭（Eventi Musicali Internazionali della Val Tidone）の中で行われる国際音楽コンクールの一部門。

## 概要
ヴァル・ティドーネ国際音楽祭の開催に際し、当時に有力な作曲家が見当たらず、有名な詩人・劇作家であるエジディオ・カレッラ（Egidio Carella）を称えて作曲コンクールが行われることになった。作曲家ではない人物が作曲コンクールの名称に起用されるのは、どこにも作曲家を擁しているはずのイタリアでは前例がなかった。年齢制限がないのでプロも応募し、受賞している。「点数制」を厳密に守り、審査は3人で判定されていることが多い。
ホームタウンディシジョンが多くなる傾向があるものの、レヴェルは非常に高くイタリアでは登竜門の一つとみなされている。近年は、優勝者に審査員を担当させる、なるべく新しい審査員を招聘する、などの趣向変えも目立つ。最多受賞者は来日経験のあるアンドレア・ポルテラ。
2023年現在の規約は昨年までと違ってA部門が独奏作品、B部門が2-10楽器のための作品となった。